# Akbarpur, Ambedkar Nagar
Akbarpur est une ville indienne située dans le district d'Ambedkar Nagar dans l’État de l'Uttar Pradesh. En 2011, sa population était de 111 594 habitants.

## Source de la traduction
- (en) Cet article est partiellement ou en totalité issu de l’article de Wikipédia en anglais intitulé « Akbarpur, Ambedkar Nagar » (voir la liste des auteurs).